# Pop Collection
Pop Collection è una raccolta di Riccardo Fogli uscita nel 2002 contenente 18 brani.

## Tracce
1. Sulla buona strada (Vincenzo Spampinato e Maurizio Fabrizio)
2. Compagnia
3. Storie di tutti i giorni (Riccardo Fogli, Guido Morra e Maurizio Fabrizio)
4. Malinconia (Riccardo Fogli, Guido Morra e Maurizio Fabrizio)
5. Una donna così
6. Torna a sorridere
7. Io no
8. Comunque ci sarò
9. È l'amore (Dario Baldan Bembo e Salvatore Fabrizio)
10. L'amore che verrà
11. Amore di guerra
12. Come cambia in fretta il cielo
13. Non mi lasciare
14. Come passa il tempo stasera
15. Altri tempi
16. La strada
17. Ti amo però
18. Se ti perdessi ancora